# Ronald Gerritse
Ronald Gerritse (Jutphaas, 22 september 1952 – 26 september 2013) was een Nederlands topambtenaar. 
Gerritse studeerde Economie aan de Vrije Universiteit Amsterdam waarna hij in 1977 als wetenschappelijk medewerker ging werken bij het Instituut voor Onderzoek van Overheidsuitgaven waarvan hij later directeur werd. Verder was hij Algemeen secretaris van de Sociaal-Economische Raad.
In de periode 1983/1984 was Gerritse financieel-economisch deskundige bij de Parlementaire enquête naar de RSV-werf.
In 1996 werd hij secretaris-generaal van het Ministerie van Sociale Zaken en Werkgelegenheid en sinds 1 maart 2003 had hij die functie bij het Ministerie van Financiën. Met ingang van januari 2008 combineerde hij deze functie met die van thesaurier-generaal. Per 1 mei 2011 was hij bestuursvoorzitter van de Autoriteit Financiële Markten (AFM).